# Murcof
Murcof, pseudonimo di Fernando Corona (Tijuana, 26 giugno 1970), è un musicista, compositore e produttore discografico messicano.
Corona è attivo dal 1998 come Terrestre, pseudonimo adottato all'interno del collettivo di artisti Nortec Collective.
Nel 2001 ha avviato il progetto Murcof, a cui si dedica a piene mani a partire dal 2004.

## Biografia

### Esordi e studi (1978-1998)
Nato nel 1970 a Tijuana, si laurea in Analisi dei Sistemi e Programmazione, appassionandosi al contempo nelle possibilità musicali che può offrirgli il computer. Il padre è un polistrumentista classico e anche questo aspetto influenzerà la sua carriera. Inizia ad approcciarsi anche al basso e al pianoforte, prima di passare ai synth e ad altri strumenti elettronici.
Dal 1988 al 1991 è parte attiva di un progetto musicale solo live chiamato Vortex, che condivide con due amici. Contestualmente inizia l'attività di DJ non solo in Messico, ma anche negli Stati Uniti.
Diventa membro come tastierista della rock band Sonios, che pubblica l'album 200 Fonios nel 1998.
Durante la sua militanza nei Sonios, Corona inizia a collaborare con altri artisti come gli Elohim (1994-95) e gli Arvoles (1995-97). Nella città di Ensenada, dove risiede in questo periodo, e a Chula Vista intraprende varie lezioni di musica, audio-ingegneria e arrangiamenti. 
Nel 1998 avvia il progetto Terrestre (vedi "Attività come Terrestre").

### Prime produzioni come Murcof (2001-2006)
Nel 2002, con la collaborazione di Arvo Pärt e Morton Feldman, produce la sua prima canzone a nome Murcof. Si tratta di MF Relay. Nello stesso anno pubblica il suo primo album, Martes, opera difficile e misteriosa in cui mescola elettronica, ambient e musica classica. Precedentemente riunisce del personale e degli amici provenienti dalla Nimboestatic (label che aveva pubblicato l'album dei Sonios) e crea una nuova etichetta chiamata Static Discos, che rilascia Martes. 
In seguito alla sua esibizione al Sonar (2001), attraverso un amico della Nortec, intreccia un rapporto professionale con Tony Marley dell'etichetta inglese The Leaf Label, che rilascia Martes. Il disco viene anche sponsorizzato da diversi magazine (tra cui The Wire) e Murcof si esibisce in diversi altri festival.
Nello stesso periodo si trasferisce in Spagna, a Barcellona, dove decide di vivere. Qui rilascia una decina di singoli, che vengono pubblicati come tali o in diverse compilation ed EP (tra cui Ulysses). Infine questi brani vengono raccolti in Utopia (2003). A questo disco collaborano il musicista tedesco Jan Jelinek, la francese Colleen, il californiano Sutekh (alias Seth Joshua Horvitz), il norvegese Deathprod, l'inglese Icarus (del duo Ollie Bown), Aeroc (alias Geoff White) e Fax (Ruben Alonso Tamayo).
Il progetto di contaminazione classica/elettronica di Murcof continua con Remembranza (2005). L'artista si afferma qui come compositore, curando i dettagli e dando spazio a suoni puliti e austeri al tempo stesso.

### DaCosmosaLa Sangre Iluminada(2006-2009)
Cosmos (ottobre 2006) è un'ipotetica colonna sonora dello spazio infinito, come dice lo stesso titolo. L'opera è caratterizzata di silenzi e glitch. Le tracce di questo album sembrano quasi espressione di una teoria cosmica, appunto.
Dopo Cosmos, Murcof pubblica The Versailles Sessions, testimonianza di un'esperienza musicale che nell'estate 2007 lo ha visto impegnato nella creazione, proprio nella città francese di Versailles, di un accompagnamento sonoro al festival di luci Le Grandes Eaux Nocturnes. In questo album, registrato a Parigi in due giorni, Murcof si cimenta con la musica barocca, adottando strumenti del XVII secolo, benché non manchino accenni armonici e rifinizioni operate attraverso le tecnologie moderne.
Nel 2008 l'inglese Contemporary Music Network gli commissiona la creazione di uno spettacolo audio-visivo chiamato Océano, a cui prende parte (per la parte "visiva") AntiVJ (alias Roderick Maclachlan).
Nel 2009 pubblica per Intolerancia la colonna sonora La Sangre Iluminada.

## Attività come Terrestre
Fernando Corona è attivo anche con un altro progetto musicale in cui adotta lo pseudonimo Terrestre. Con questo dà libero sfogo a sonorità simili alla dance music, senza però scostarsi dal suo tocco elegante e colto.
Il progetto Terrestre fa parte di un collettivo di artisti originari, come lui, di Tijuana, e denominato Nortec Collective (Nortec è l'abbreviazione di Norteño Techno). Si tratta di un progetto che riunisce varie forme di arte (musica, disegno, video, immagini).
Nei primi due album a nome Terrestre, ossia Plankton Man Vs Terrestre e Terrestre Vs Plankton Man, collabora con Ignacio Chàvez (Plankton Man) producendo flussi sonori riconducibili al chillout, in cui viene dato molto spazio a soluzioni elettroniche.
Dopo la colonna sonora di Nicotina, La vita senza filtro (2003), commedia-thriller del regista spagnolo Hugo Rodríguez, decide di dedicarsi a piene mani sul progetto Murcof.
Nel 2004 pubblica il suo ultimo lavoro come Terrestre, ossia Secondary Inspection (titolo riferito ai due livelli di controllo che occorre superare per entrare negli Stati Uniti dal Messico).

## Stile
La musica di Murcof può essere riconducibile certamente alle definizioni di musica minimalista e musica elettronica. Per il resto, le influenze su cui fonda il suo progetto sono molteplici: glitch, uso di percussioni. Influenze armoniche e melodiose provengono dalla musica classica (classica moderna, musica concreta, musica barocca), dall'ambient, dalla drone music, dalla musica etnica, dal jazz d'avanguardia e dalle scuole di improvvisazione berlinesi. I ritmi sono derivati dalla minimal techno, dal dub, dall'IDM e spesso allineati su una misura di 4/4.
Le più recenti opere nel catalogo di Murcof non includono il beat elettronico. Nelle opere precedenti (ad esempio nell'EP del 2001 Monoton), ha campionato incisioni di opere di compositori come Arvo Pärt e Morton Feldman. In altre opere (come nell'album del 2005 Remembranza), ha incorporato nella sua musica dei sample di suoi amici che suonano musica classica.

## Live
Agli spettacoli live di Murcof sono presenti diversi musicisti e ospiti provenienti da varie esperienze musicali. Tra questi il trombettista jazz Erik Truffaz, il suonatore di tabla Talvin Singh, il pianista crossover Francesco Tristano Schlimé e il compositore Philippe Petit.

## Discografia

### Album
- 2002 - Martes
- 2004 - Utopia
- 2005 - Martes/Utopia (doppio)
- 2005 - Remembranza
- 2007 - Cosmos
- 2008 - The Versailles Sessions
- 2009 - La Sangre Iluminada (colonna sonora)

### Singoli ed EP
- 2002 - Monotonu
- 2003 - Ulysses
- 2004 - Ulysses Remixes
- 2004 - Ultimatum
- 2008 - Mexico (con Erik Truffaz)